# Jaakow Jicchak Szapira

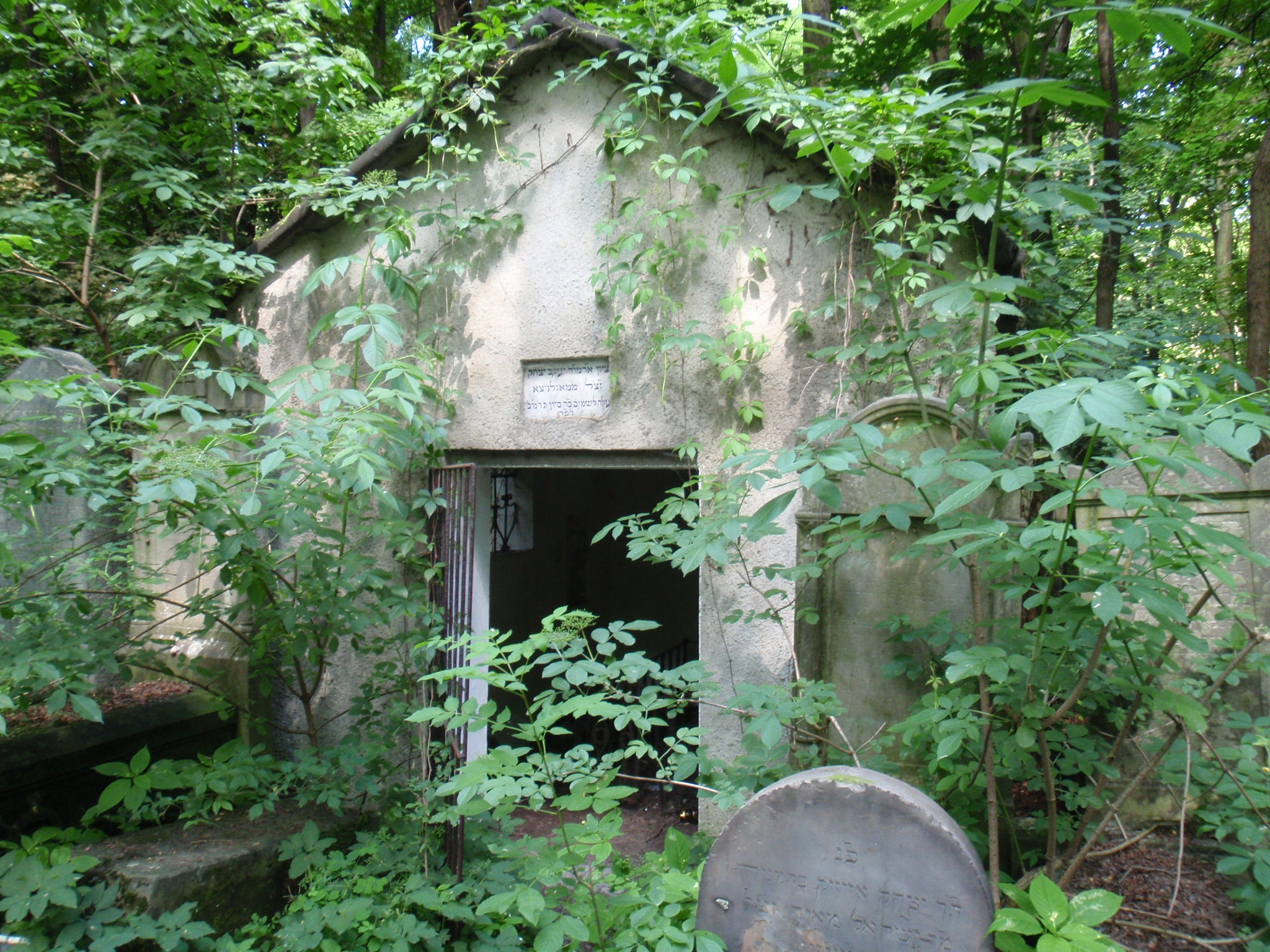
Ohel Jaakowa Jicchaka Szapiry na cmentarzu żydowskim w Warszawie, 2010 r.

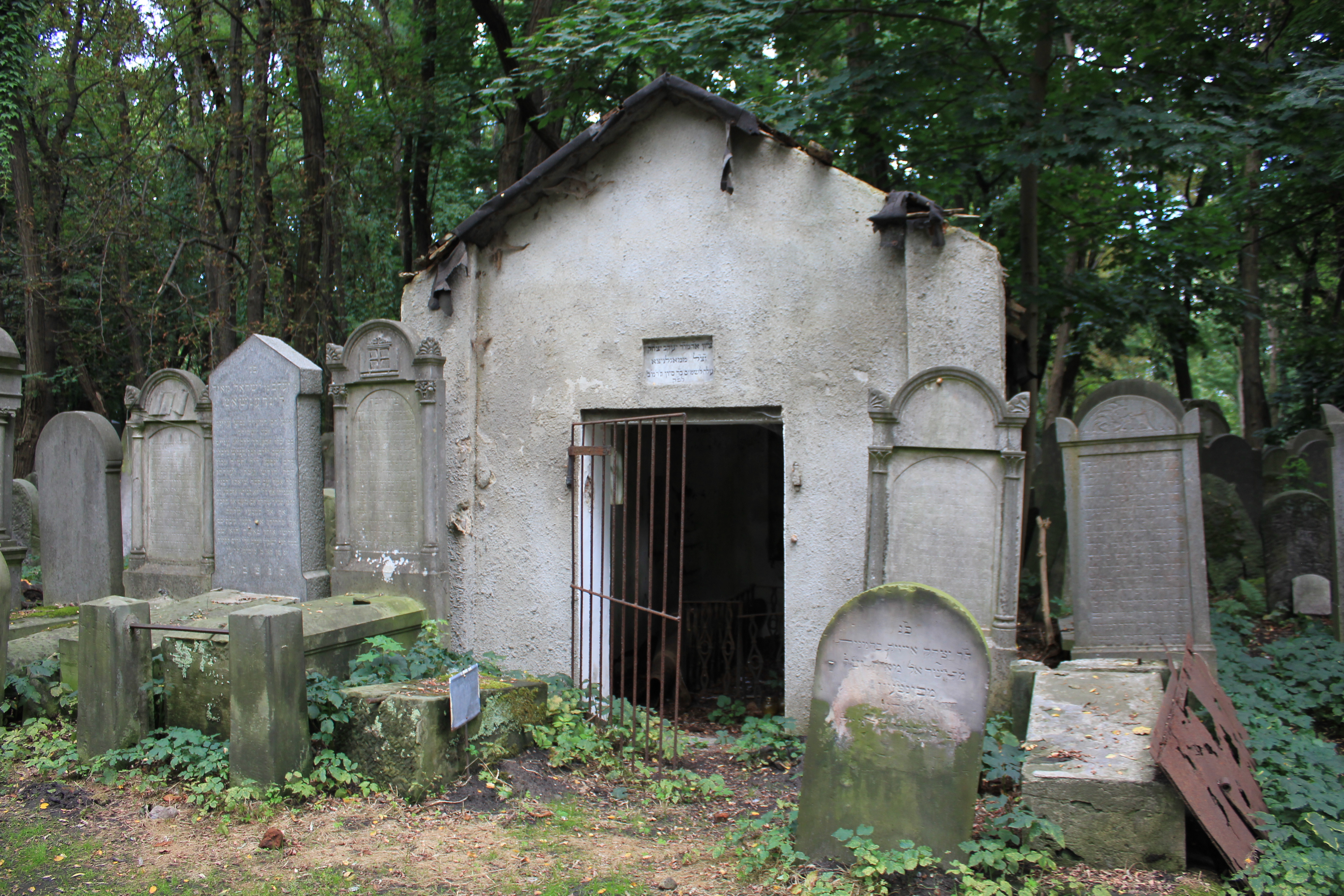
Ten sam ohel latem 2022 r. - widać efekt oczyszczenia go z zarastającej roślinności

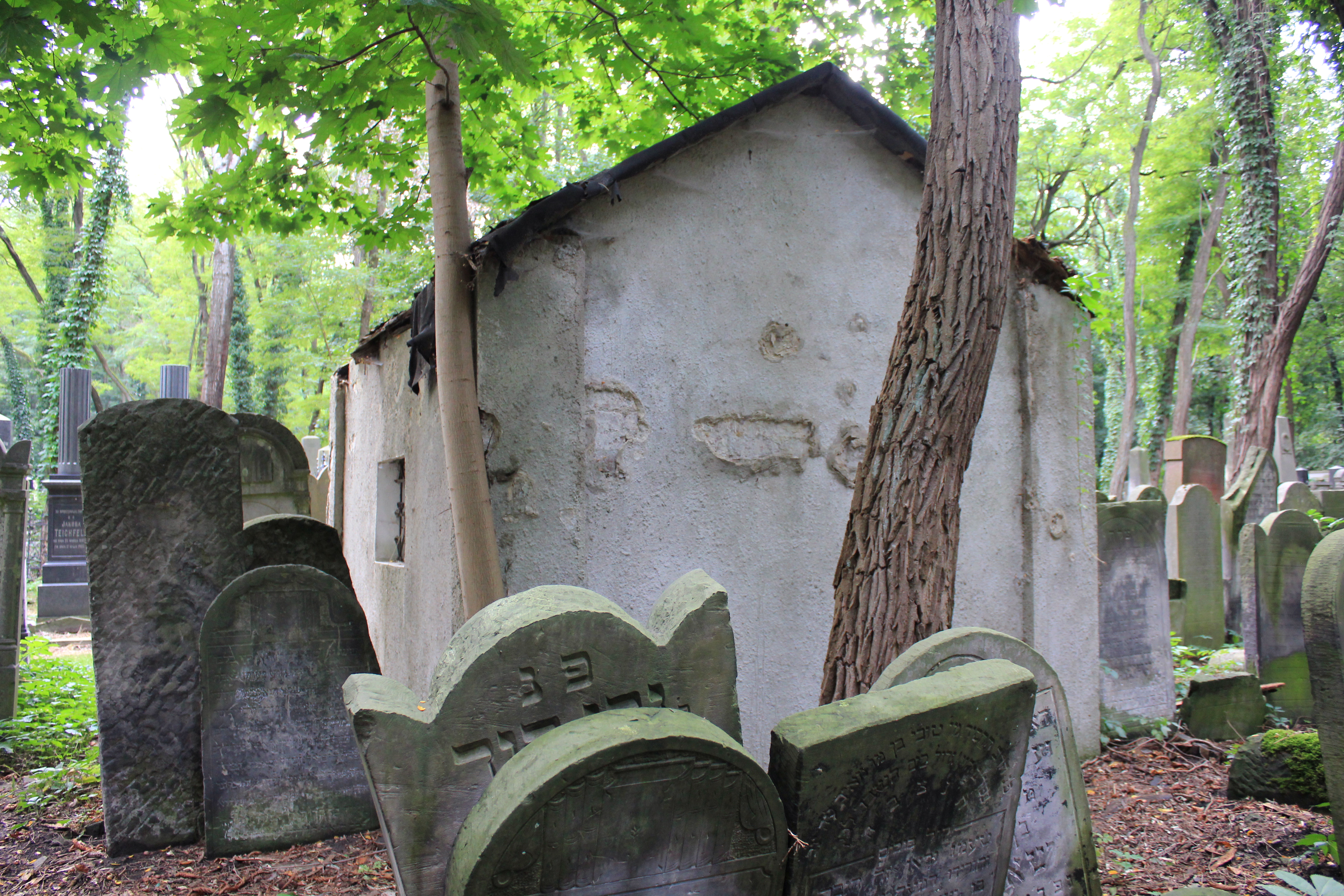
Tylna strona ohelu, lato 2022 r. Widoczne prawe boczne okienko

Jaakow Jicchak Szapira (też: Jakow Iicchak Szapiro) (jid. יעקב יצחק שאַפיראַ; zm. 11 czerwca 1882 w Warszawie) – rabin chasydzki, cadyk z Mogielnicy.
Syn Chaima Meira Jechiela (1789–1849), cadyka z dynastii Koźnic, po kądzieli prawnuk Isroela Hopsztajna (1737–1814), po mieczu prawnuk cadyka Elimelecha z Leżajska. Kontynuował dynastię zapoczątkowaną przez przodków po kądzieli. Był zięciem cadyka Lejba z Chełma. W 1849 został cadykiem w Błędowie. Był autorem rozprawy religijnej Emet le-Jaakow.
Zmarł w Warszawie. Jest pochowany w ohelu na cmentarzu żydowskim przy ulicy Okopowej (kwatera 32, rząd 20, grób 34).